# Покровське (Сафоновський район)
Покровське (рос. Покровское) — присілок Сафоновського району Смоленської області Росії. Входить до складу Беленінського сільського поселення.
Населення — 6 осіб (2007 рік). 